# Tabas (artiste)
Pour les articles homonymes, voir TABAS.
Cédric Malo aka Tabas, né en 1974, est un artiste français.

## Biographie
Le nom Tabas vient de l’expression argot « ça tabasse ! », qui signifie rouer de coups, frapper ou au sens large, faire un effet bœuf.
Habitant à Marseille, il a commencé par le graffiti traditionnel, avant de devenir un nom bien connu
de la scène post-graffiti française.
Un livre lui est consacré dans la collection “Design&Designer” chez Pyramyd.